# Salem (Salem)
Salem is een bestuurslaag in het regentschap Brebes van de provincie Midden-Java, Indonesië. Salem telt 7490 inwoners (volkstelling 2010).